# Karim Bakhti
Karim Bakhti (en arabe : كريم بختي), est un footballeur international algérien né le 11 octobre 1969 à Alger. Il évoluait au poste de milieu offensif.
Il est actuellement entraîneur adjoint au CR Belouizdad.

## Biographie
Karim Bakhti, né le 11 Octobre 1969 à Alger. Originaire de Bordj Menaïel,( Tribu Isser-Droua) dans la Wilaya de Boumerdès,. Sa famille a déménagé du quartier de Bab Jdid Casbah à Sidi M'Hamed.
Il reçoit six sélections en équipe d'Algérie entre 1994 et 1996. Il joue son premier match en équipe nationale le 16 décembre 1994, en amical contre la Tunisie (défaite 1-0).
Il participe avec la sélection algérienne à la Coupe d'Afrique des nations 1996. Lors de cette compétition qui se déroule en Afrique du Sud, il joue deux matchs, dont notamment la rencontre des quarts de finale perdue face au pays organisateur.
En club, il évolue pendant 13 saisons avec le club du CR Belouizdad.
Il remporte notamment, avec cette équipe, deux titres de champion d'Algérie, et une Coupe d'Algérie.
Il participe également, avec l'équipe de Belouizdad, à la Ligue des champions d'Afrique en 2001 et 2002.

## Palmarès
- Champion d'Algérie en 2000 et 2001 avec le CR Belouizdad
- Vice-champion d'Algérie en 1999 avec le CR Belouizdad
- Vainqueur de la Coupe d'Algérie en 1995 avec le CR Belouizdad
- Finaliste de la Coupe d'Algérie en 2003 avec le CR Belouizdad
- Vainqueur de la Supercoupe d'Algérie en 1995 avec le CR Belouizdad
- Vainqueur de la Coupe de la Ligue d'Algérie en 2000 avec le CR Belouizdad